# Danh sách đô thị và làng Kiribati

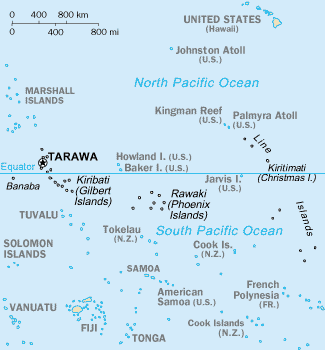
Bản đồ Kiribati.

Dưới đây là danh sách các đô thị và làng tại Kiribati
- Abaokoro
- Antai
- Bairiki
- Betio
- Bikenibeu
- Buariki
- Butaritari
- Ijaki
- London
- Makin
- Rawannawi
- Riaria
- Roreti
- Rungata
- Tabiauea
- Tabukiniberu
- Taburao
- Tarawa
- Temaraia
- Utiroa
- Washington